# Wanze
Wanze (valonsky Wônse) je frankofonní město v Belgii. Nachází se v údolí řeky Mázy, v oblasti Hesbaye, nedaleko od města Huy.